# マリオ・ヴァレンティーノ
マリオ・ヴァレンティーノ（伊: MARIO VALENTINO）は、イタリアのナポリに本社を置くファッションブランド、及びその創始者の名前。マリオヴァレンティノやマリオヴァレンチノとも表記される。

## 概要
靴職人であったマリオ・ヴァレンティーノ（Mario Valentino）が1954年、ローマのアルタ・モーダ・コレクションで“珊瑚の靴”を発表。このシューズが世界中で評価され、高級靴メーカーからファッションブランドへと成長した。
デザイナーであるヴァレンティノ・ガラヴァーニが設立したファッションブランド「ヴァレンティノ」と誤認されることがある。

## 歴史
- 1927年 - ナポリで誕生。
- 1946年 - 父の工場「Valentino shoes」にて修行。
- 1952年 - 「Valentino shoes」で成功を収め、「Mario Valentino」として独立。
- 1954年 - アルタ・モーダ・コレクションで「珊瑚の靴」を発表。
- 1957年 - アメリカの「I Miller」社とデザイナー契約を締結。
- 1958年 - ローマにショップをオープン。
- 1962年 - 現ナポリ旗艦店があるVia Calabrittoに、ナポリショップをオープン。
- 1965年 - カール・ラガーフェルドと協業。
- 1972年 - ミラノに旗艦店をオープン。
- 1974年 - Architectual Meritwoを受賞。同年、フィレンツェの展示会で最優秀賞を受賞。
- 1975年 - ゴールデンブーツ賞、ゴールデンチベリオ賞、バドバ賞をそれぞれ受賞。
- 1978年 - アルマーニとの協業をスタート。また、アメリカのファッションデザイン協会からシルバーオスカー賞を受賞。
- 1979年 - マリオ・ヴァレンティーノ社を株式会社化。同年、イタリア外務省から輸出特別賞を受賞。
- 1981年 - ヴェルサーチ氏と協業。
- 1984年 - クロード・モンタナと協業。
- 1984年 - イタリアの大統領Pertiniより、Cavailere merito del lavoroが贈られる。
- 1987年 - ナポリのポンターノ協会でデザイン賞を受賞。また、ナポリ産業経済省から最優秀賞が贈られる。
- 1991年 - MARIO VALENTINO JAPAN 社を設立。
- 2005年 - ミラノの旗艦店がリニューアルオープン。
- 2006年 - シューズ展示会MICAMに出展。
- 2007年 - 中国へ進出。
- 2008年 - ナポリの旗艦店がリニューアルオープン。
- 2010年 - サウジアラビアにショップがオープン。